# Mariano Fortuny y Madrazo

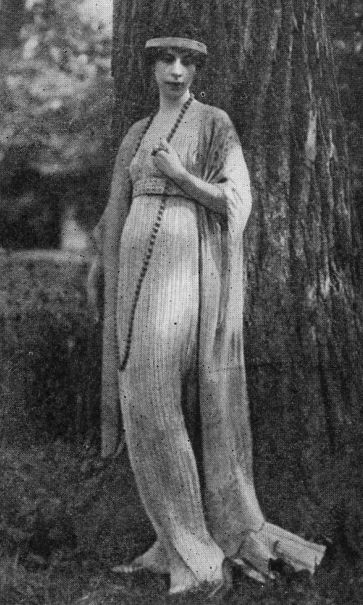
Jedna ze znanych sukni inspirowanych Starożytną Grecją zaprojektowana przez Fortunego, ok. 1917

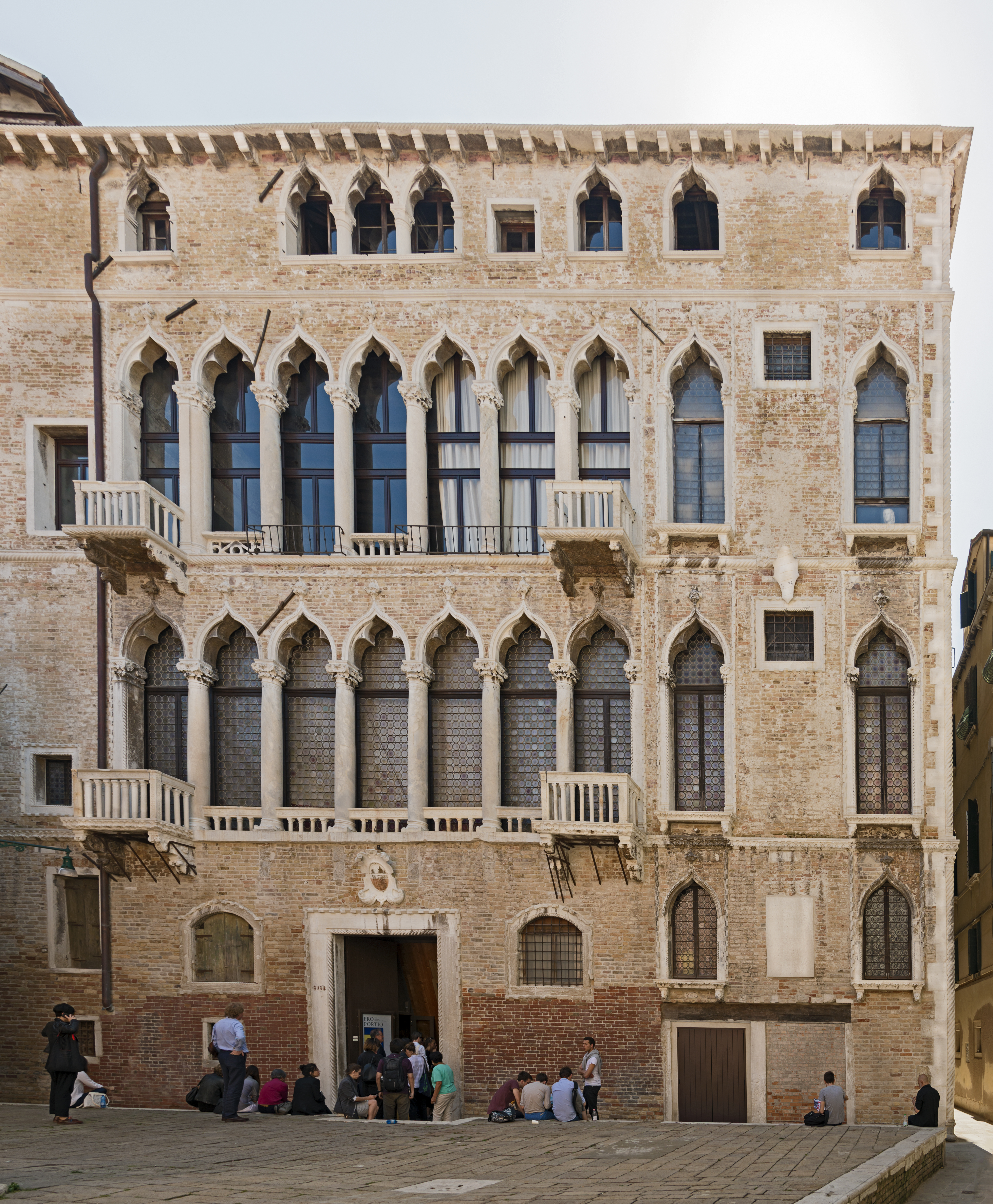
Pałac Fortuny mieszczący muzeum artysty w Wenecji

Mariano Fortuny y Madrazo (ur. 11 maja 1871 w Grenadzie, zm. 3 maja 1949 w Wenecji) – hiszpański malarz modernista, fotograf, scenograf, projektant tkanin i mody.

## Życiorys
Pochodził z rodziny o tradycjach artystycznych. Jego ojcem był malarz hiszpański Marià Fortuny, a jego matka, Cecilia pochodziła ze znanej rodziny artystów o nazwisku Madrazo, była córką Federica Madrazo i siostrą Raimunda Madrazo.
Jego ojciec zmarł, gdy Mariano miał 3 lata, wtedy matka postanowiła przenieść się z rodziną z Grenady do Paryża. Mariano od wczesnych lat wykazywał talent artystyczny, malarstwa uczył się u Jeana-Josepha Benjamin-Constant. Studiował również rysunek i chemię we Francji i w Niemczech. W 1889 r. przeprowadził się razem z rodziną do Wenecji, gdzie wkrótce potem w Palacio Pesaro degli Orfei otworzył pracownię.
Fortuny dużo podróżował po Europie podążając za ulubionymi artystami, m.in. za Richardem Wagnerem. Swoją pierwszą wystawę zorganizował w Londynie w 1894 roku. Następnie wystawiał w Paryżu (1899), Mediolanie (1900) i Barcelonie (1922). Współpracował przy scenografii dla teatru Scala de Milán przy przedstawieniach takich jak Tristan i Izolda, La valquiria czy La vida breve. W 1897 r. poznał w Paryżu Henriette Negrín, która została jego żoną.
Zaistniał również jako projektant w świecie mody. Charakterystyczne są jego stroje inspirowane starożytną Grecją – długie tuniki wykonane z lekkich, marszczonych tkanin, do których uszycia stworzył specjalną maszynę. Pracował również nad samymi tkaninami, wymyślając nowe sposoby ich farbowania i nanoszenia wzorów, tak aby przypominały styl antyczny. Niektóre z zaprojektowanych przez niego strojów można zobaczyć w Museo del Traje w Madrycie, razem z orientalnymi tkaninami i strojami, które kolekcjonował.
Zmarł w 1949 r. w swoim pałacu w Wenecji i został pochowany na cmentarzu w Rzymie. Wdowa po nim przekazała pałac miastu Wenecji, po tym spuścizna po artyście została odrzucona przez rząd hiszpański. Pałac mieści dzisiaj muzeum artysty.